# Godfried Schalcken
Godfried Schalcken lub Schalken (ur. 1643 w Made koło Bredy, zm. 13 lub 16 listopada 1706 w Hadze) – holenderski malarz i akwaforcista, tworzący w okresie baroku.

## Życiorys
Malarstwa uczył się u wychowanków Rembrandta, początkowo u Samuela van Hoogstratena w Dordrechcie, a następnie u Gerarda Dou w Lejdzie. W latach 60. XVII wieku powrócił do Dordrechtu, a w 1961 osiedlił się w Hadze, gdzie w 1691 został przyjęty do Confrèrie Pictura. 
Schalcken malował sceny rodzajowe (w tym religijne i mitologiczne). martwe natury (kwiatowe i vanitas), a prede wszystkim portrety. Jego specjalnością były nastrojowe przedstawienia nocne. Malarz przedstawiał portretowane osoby oświetlone skąpym światłem świecy, kaganka lub płonącej żagwi. Stosował ciepłą kolorystykę, perfekcyjnie posługiwał się światłocieniem i niezwykłymi efektami luministycznymi. 
Artysta osiągnął znaczny sukces artystyczny i materialny, w swoim czasie był jednym z najbardziej cenionych portrecistów w Dordrechcie, cieszącym się uznaniem także poza jego granicami. W latach 1692–1697 pracował w Anglii, gdzie portretował członków rodziny królewskiej, a w 1703 przyjął zlecenie od Jana Wilhelma Wittelsbacha elektora Palatynatu Reńskiego. Według niektórych źródeł miał trudny charakter, z powodu nieokrzesania i braku dobrych manier przedwcześnie musiał porzucić intratne zajęcie w Anglii. 
Największe zbiory prac Godfrieda Schalckena posiadają Rijksmuseum i brytyjska Royal Collection. W polskich muzeach znajdują się dwa obrazy autorstwa Schalckena. Pierwszy – Święta Maria Magdalena pokutująca – należy do zbiorów Łazienek Królewskich w Warszawie i jest eksponowany w Pałacu Na Wyspie. Drugi – Portret starszego mężczyzny w peruce, z laską – od 1862 znajdował się w kolekcji Muzeum Sztuk Pięknych w Warszawie. Dzieło zaginęło w czasie II wojny światowej i jego los pozostawał nieznany do 1972, kiedy to zostało wystawione na aukcji w Dorotheum w Wiedniu, jednak wtedy nie zostało odzyskane przez Polskę. W 2022 obraz zlokalizowano na aukcji w Niemczech i tym razem proces restytucyjny zakończył się powodzeniem – dzieło zostało dobrowolnie zwrócone na rzecz polskiego Skarbu Państwa i ponownie zasiliło zbiory Muzeum Narodowego w Warszawie. Ponadto w warszawskim Muzeum Narodowym znajduje się też niesygnowany obraz artysty z kręgu Godfrieda Schalckena – Mężczyzna z łuczywem.
W 1839 irlandzki pisarz Sheridan Le Fanu napisał powieść gotycką inspirowaną twórczością Schalckena pt. Strange Event in the Life of Schalken the Painter. W 1979 BBC zrealizowała na motywach powieści film telewizyjny Schalcken the Painter.

## Galeria

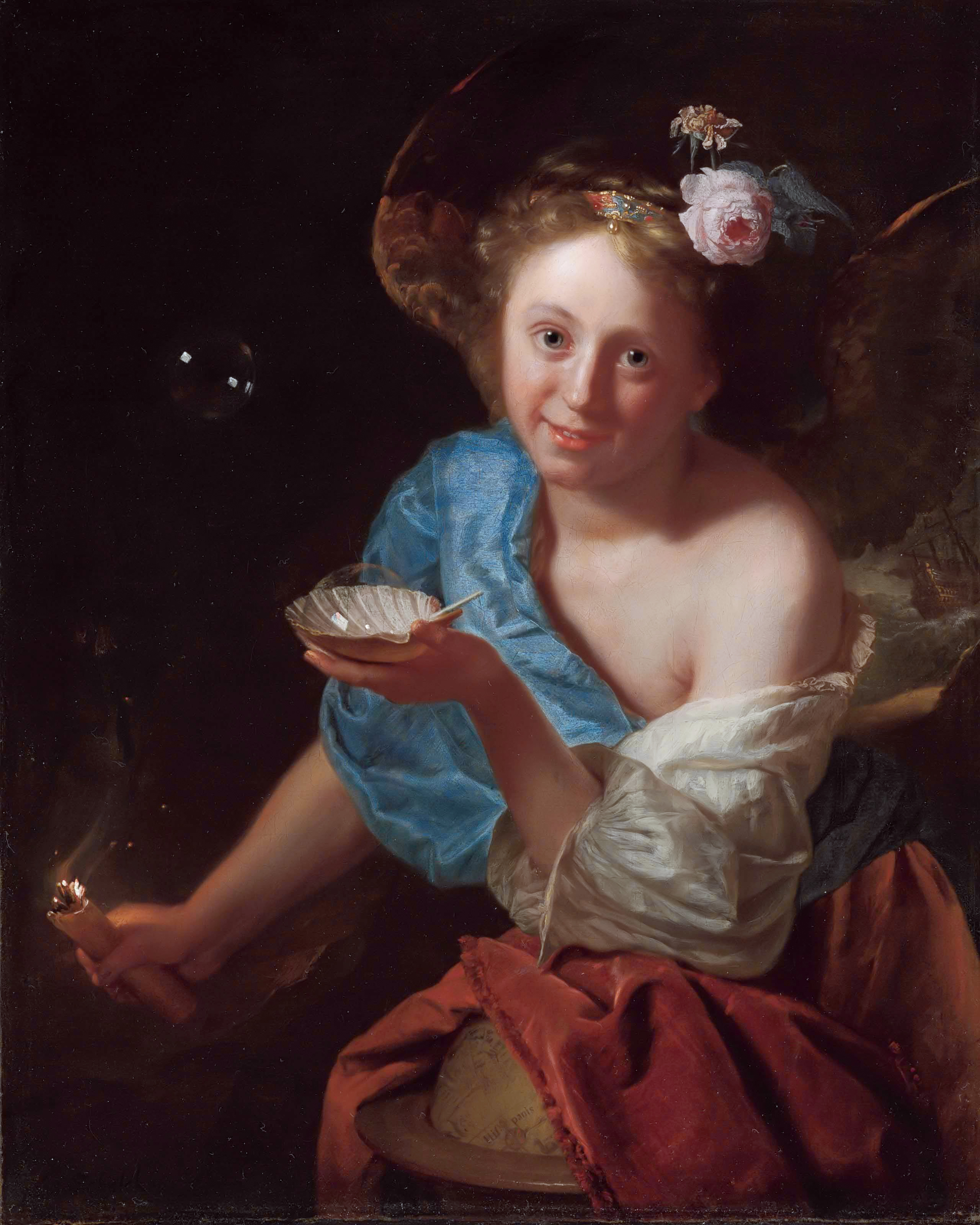
Alegoria Fortuny, lata 1680.; Johnny Van Haeften Gallery, Londyn
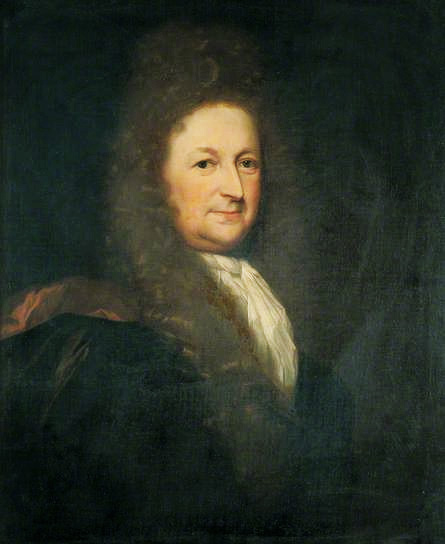
Sir Richard Levett, lord mer Londynu, 1699; Guildhall Art Gallery, Londyn
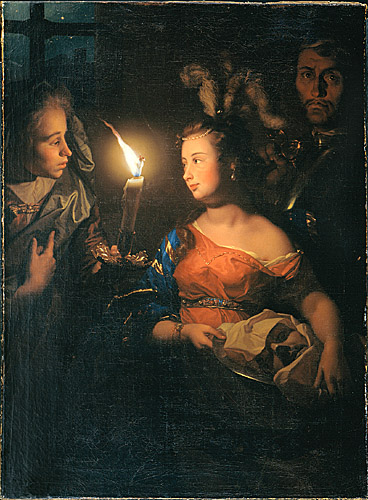
Salome z głową Jana Chrzciciela, ok. 1700; Musée des Beaux-Arts de Montréal
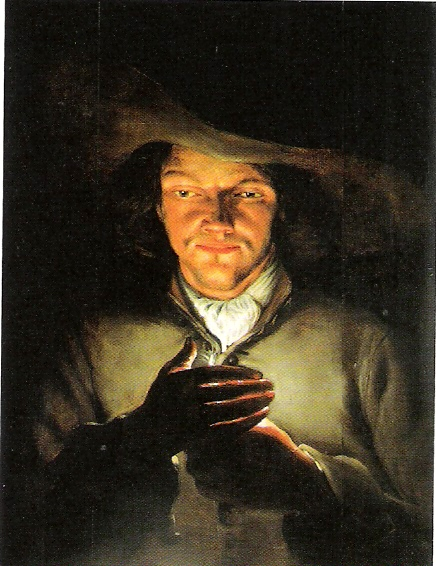
Mężczyzna ze świecą, przed 1700; Museum Kunstpalast, Düsseldorf
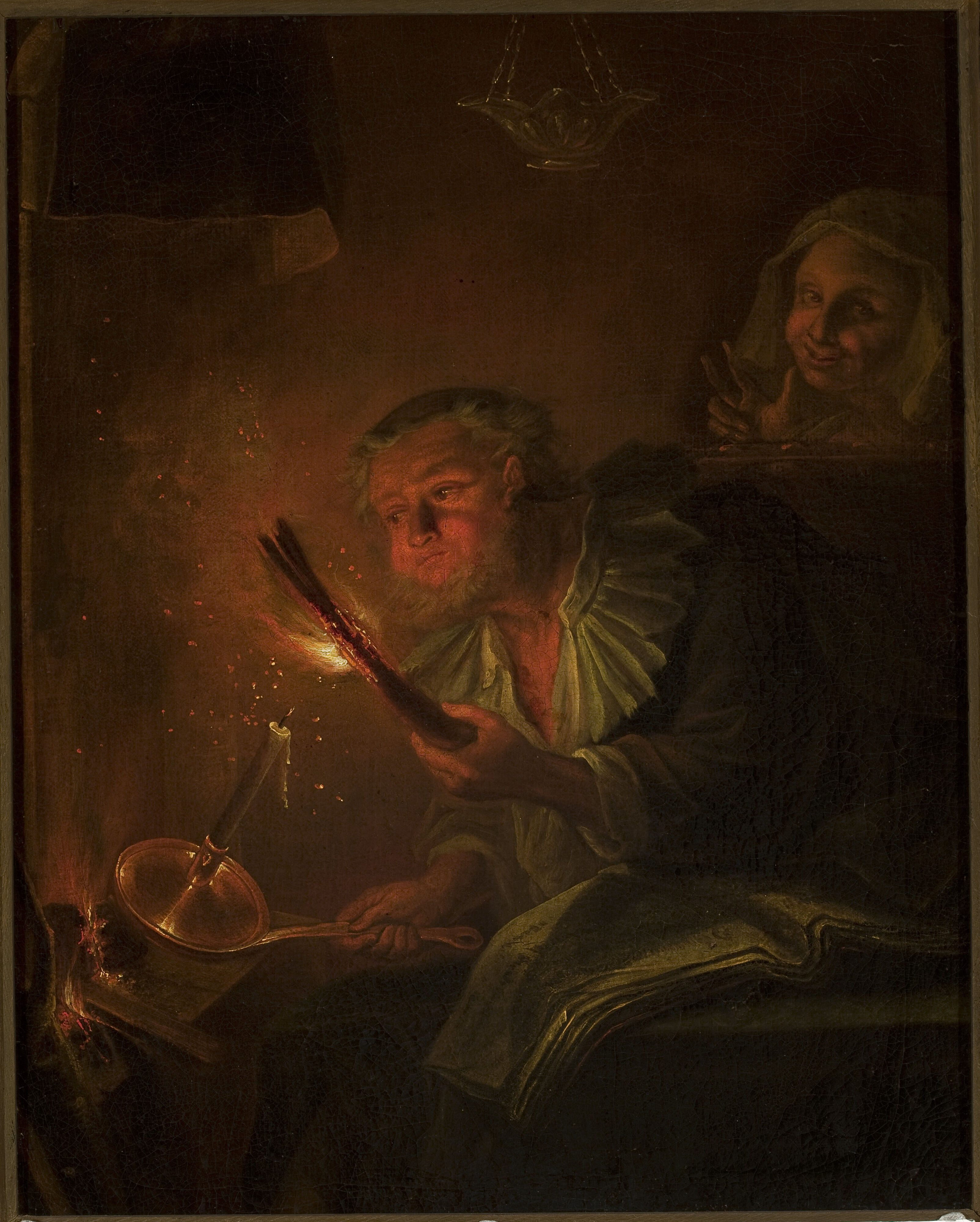
Mężczyzna z łuczywem, XVII w.; Muzeum Narodowe, Warszawa